# Rajiv Kapoor
Rajiv Kapoor (Bombay, 25 augustus 1965 – aldaar, 9 februari 2021) was een Indiaas acteur, filmproducent en filmregisseur die voornamelijk in de Hindi filmindustrie werkte.

## Biografie
Kapoor maakte zijn debuut als acteur in Ek Jaan Hain Hum (1983). Hij speelde de hoofdrol in zijn vader Raj Kapoor's laatste regie Ram Teri Ganga Maili (1985). Hij speelde in verschillende andere films, met als meest opvallende: Aasmaan (1984) , Lover Boy (1985), Zabardast (1985) en Hum To Chale Pardes (1988). In 1990 maakte hij zijn laatste filmoptreden in Zimmedaaar, waarna hij zich richtte op het produceren en regisseren van films.
Na het overlijden van zijn vader nam hij de rol van producent op zich voor Henna (1991), die werd geregisseerd door zijn oudere broer Randhir Kapoor. In 1996 maakte hij zijn regiedebuut met Prem Granth, waarin zijn broer Rishi Kapoor de hoofdrol speelde. In 1999 was hij een van de producenten van Aa Ab Laut Chalen, geregisseerd door zijn broer Rishi Kapoor. Sindsdien was hij niet meer actief in het produceren of regisseren van films.
Hij maakte na 30 jaar een terugkeer als acteur in de film Toolsidas Junior, die kort voor zijn dood klaar was met opnames. Op 9 februari 2020 overleed Kapoor aan een hartaanval.